# Перемытов, Алексей Макарович
Алексей Макарович Перемытов (12 (24 марта) 1888 года, село Устье Козловского уезда Тамбовской губернии — 28 июля 1938 года, Москва) — российский и советский военный деятель.

## Биография
Алексей Макарович Перемытов родился 12 (24) марта 1888 года в селе Устье Козловского уезда Тамбовской губернии (ныне Мичуринский район, Тамбовская область). Отец был служащим на мельнице, мать — домашней хозяйкой.
В 1906 году окончил полный курс Козловского коммерческого училища и в том же году поступил в Казанское пехотное юнкерское училище, которое закончил по 1-му разряду в 1908 году. Выпущен из юнкеров подпоручиком в 14-й Восточно-Сибирский стрелковый полк (село Песчанка Читинского уезда Забайкальской губернии) 4-й Восточно-Сибирской стрелковой дивизии. С 9 декабря 1912 года — начальник команды связи. В 1913 году поступил в Императорскую Николаевскую академию Генерального штаба в Санкт-Петербурге. В 1914 году переведён в старший класс академии. В связи с объявлением мобилизации откомандирован в свой полк.
Участник Первой мировой войны. Воевал в составе 14-го Восточно-Сибирского стрелкового полка на Северо-Западном и Северном фронтах. 7 декабря 1914 года ранен на реке Равка (Польша).
В 1917 году окончил Императорскую Николаевскую академию Генерального штаба по 1-му разряду и причислен к Генеральному штабу в должности старшего адъютанта штаба 4-й Финляндской стрелковой дивизии. После увольнения в бессрочный отпуск по демобилизации армии, вернулся на родину.
С апреля 1918 года добровольно поступил на службу в Красную армию. Участник Гражданской войны, в ходе которой занимал должности: консультанта малой коллегии военного отдела Козловского Совета (апрель-май 1918 года), для особых поручений при командире Калужского отряда (май—июнь 1918 года), командира батальона связи Калужской дивизии (июль—август 1918 года), помощника начальника штаба той же дивизии по оперативной части (август—сентябрь 1918 года), начальника штаба 1-й Владимирской пехотной дивизии (сентябрь 1918 года), помощника начальника штаба той же дивизии (октябрь—ноябрь 1918 года), начальника оперативного отдела (управления) штаба Южного фронта (ноябрь 1918 года —сентябрь 1919 года), начальника оперативного управления и начальника штаба Западного фронта (сентябрь 1919 года—март 1921 года), начальника штаба 7-й армии (март—сентябрь 1921 года).
После Гражданской войны служил на ответственных штабных должностях в войсках и на преподавательской работе в высших военно-учебных заведениях РККА.
С сентября 1921 года — первый заместитель начальника штаба Западного фронта.
С ноября 1921 года по ноябрь 1923 года — начальник штаба Северо-Кавказского военного округа.
С ноября 1923 года до февраля 1924 год) — начальник штаба 5-й Краснознаменной армии.
С февраля 1924 года — помощник командующего войсками Северо-Кавказского военного округа.
С апреля 1924 года — начальник штаба Московского военного округа.
В 1926 году окончил курсы усовершенствования высшего начальствующего состава (КУВНАС) при Военной академии имени М. В. Фрунзе.
С октября 1928 года — начальник штаба Белорусского военного округа.
С марта 1931 года — руководитель кафедры тактики Военной академии имени М. В. Фрунзе. С сентября 1933 года — начальник кафедры оперативного искусства Военной академии механизации и моторизации. С апреля 1934 года — старший руководитель кафедры оперативного искусства Военной академии имени М. В. Фрунзе.
С мая 1936 года — начальник штаба Московского военного округа.
С июня 1937 года — начальник штаба Белорусского военного округа.
Арестован 21 февраля 1938 года. Включен в «Список лиц, подлежащих суду Военной коллегии по первой категории (Москва-Центр)». Список был представлен Ежовым Сталину 26 июля 1938 года. Список утверждён Сталиным и Молотовым. Военной коллегией Верховного суда СССР 28 июля 1938 года по обвинению в шпионаже и участии в антисоветском военном заговоре приговорен к лишению воинского звания «комдива» и расстрелу с конфискацией имущества. Приговор приведён в исполнение в тот же день. Место захоронения — расстрельный полигон «Коммунарка».
Определением Военной коллегии Верховного суда СССР от 9 июня 1956 года реабилитирован.

## Оценки современников
Маршал Советского Союза А. М. Василевский:

Штабом округа руководил до конца 1928 года опытный штабной работник, отлично знавший военное дело, весьма оригинальный по своему характеру Алексей Макарович Перемытов.
— 
Генерал-полковник Л. М. Сандалов:

В ином свете предстал передо мной и Алексей Макарович Перемытов. Умный и опытный штабной руководитель, он вместе с таким же талантливым командующим артиллерией округа полковником Николаем Дмитриевичем Яковлевым очень искусно дополнял и развивал мысли Белова.
— 

## Воинские чины и звания

### Русская Императорская армия
- Подпоручик - 15.06.1908
- Поручик — 25.10.1911
- Штабс-капитан — 20.06.1915
- капитан — 28.06.1917

### Рабоче-крестьянская Красная армия
- Комдив — 28.11.1935

## Награды

### Награды Российской империи
- Орден Святого Станислава 3-й степени — 20.06.1914
- Орден Святой Анны 3-й степени с мечами и бантом — 26.05.1915
- Орден Святой Анны 4-й степени с надписью «За храбрость» — 09.10.1915

### Советские награды
- Орден Красного Знамени (пр. РВСР № 112, 1921). Знак ордена № 2183.
- Золотые часы (пр. по Западному фронту № 2281, 1920)